# Alexander Rueb
Alexander Rueb, född 27 december 1882 i Haag,  död 2 februari 1959, var en nederländsk advokat, diplomat och schackfunktionär. Han var en av grundarna till världsschackförbundet FIDE och valdes till dess första president 1924.
Rueb gjorde också viktiga bidrag till slutspelsstudier och har bland annat gett ut De Schaakstudie (Gouda, 1949–1955, 5 band) och Bronnen van Schaakstudie i fem band.